# Blanchardoplia fulva
Blanchardoplia fulva är en skalbaggsart som beskrevs av Blanchard 1850. Blanchardoplia fulva ingår i släktet Blanchardoplia och familjen Melolonthidae. Inga underarter finns listade.